# Districte de Pointe-à-Pitre
El Districte de Pointe-à-Pitre és un dels dos districtes en què es divideix el departament de Guadalupe i la regió de Guadalupe. Comprèn tota l'illa de Grande-Terre en que es pot dividir l'illa o conjunt de dues illes de Guadalupe, com també tres illes més.

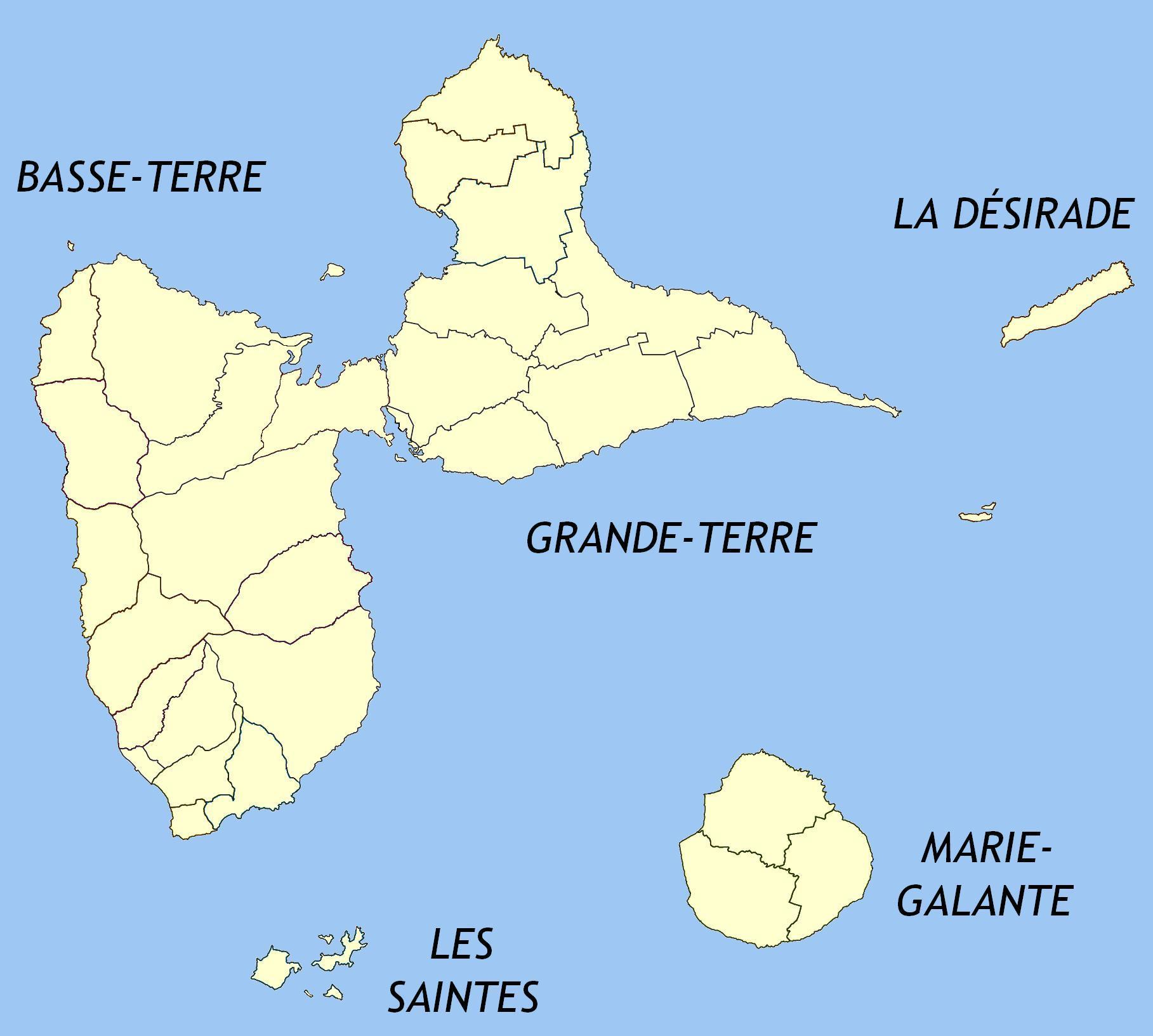
Mapa de Guadalupe

## Divisió administrativa
Els cantons principalment son partides d'un sol municipi (o comuna en termes francesos), però a vegades agrupen dos o més municipis.
Les comunes (municipis) i els cantons son:
- comuna de Les Abymes, dividida en cinc cantons: 
  - Cantó de Les Abymes-1
  - Cantó de Les Abymes-2
  - Cantó de Les Abymes-3
  - Cantó de Les Abymes-4
  - Cantó de Les Abymes-5
- comuna d'Anse-Bertrand, que comparteix cantó amb Port-Louis:
  - Forma un dels dos municipis del Cantó d'Anse-Bertrand
- comuna de Port-Louis, que comparteix cantó amb Anse-Bertrand:
  - Forma un dels dos municipis del Cantó d'Anse-Bertrand
- Capesterre-de-Marie-Galante
  - Cantó de Capesterre-de-Marie-Galante
- comuna de La Désirade
  - Cantó de la Désirade
- comuna de Grand-Bourg
  - Cantó de Grand-Bourg
- comuna de Le Gosier
  - Cantó de Le Gosier-1
  - Cantó de Le Gosier-2
- comuna de Morne-à-l'Eau
- Cantó de Morne-à-l'Eau-1
- Cantó de Morne-à-l'Eau-2
- comuna de Le Moule
  - Cantó de Le Moule-1
  - Cantó de Le Moule-2
- comuna de Petit-Canal
  - Cantó de Petit-Canal
- comuna de Pointe-à-Pitre
  - Cantó de Pointe-à-Pitre-1
  - Cantó de Pointe-à-Pitre-2
  - Cantó de Pointe-à-Pitre-3
- comuna de Saint-Louis
  - Cantó de Saint-Louis
- comuna de Saint-François
  - Cantó de Saint-François
- comuna de Sainte-Anne
  - Cantó de Sainte-Anne-1
  - Cantó de Sainte-Anne-2